# Rue Pirouette
Ne doit pas être confondu avec Ancienne rue Pirouette.
La rue Pirouette est une voie située au deuxième sous-sol du Forum des Halles dans le 1er arrondissement de Paris, en France. Elle reprend le nom d'une rue du Paris médiéval disparue.

## Situation et accès
Elle est située dans Forum Central des Halles.

## Origine du nom

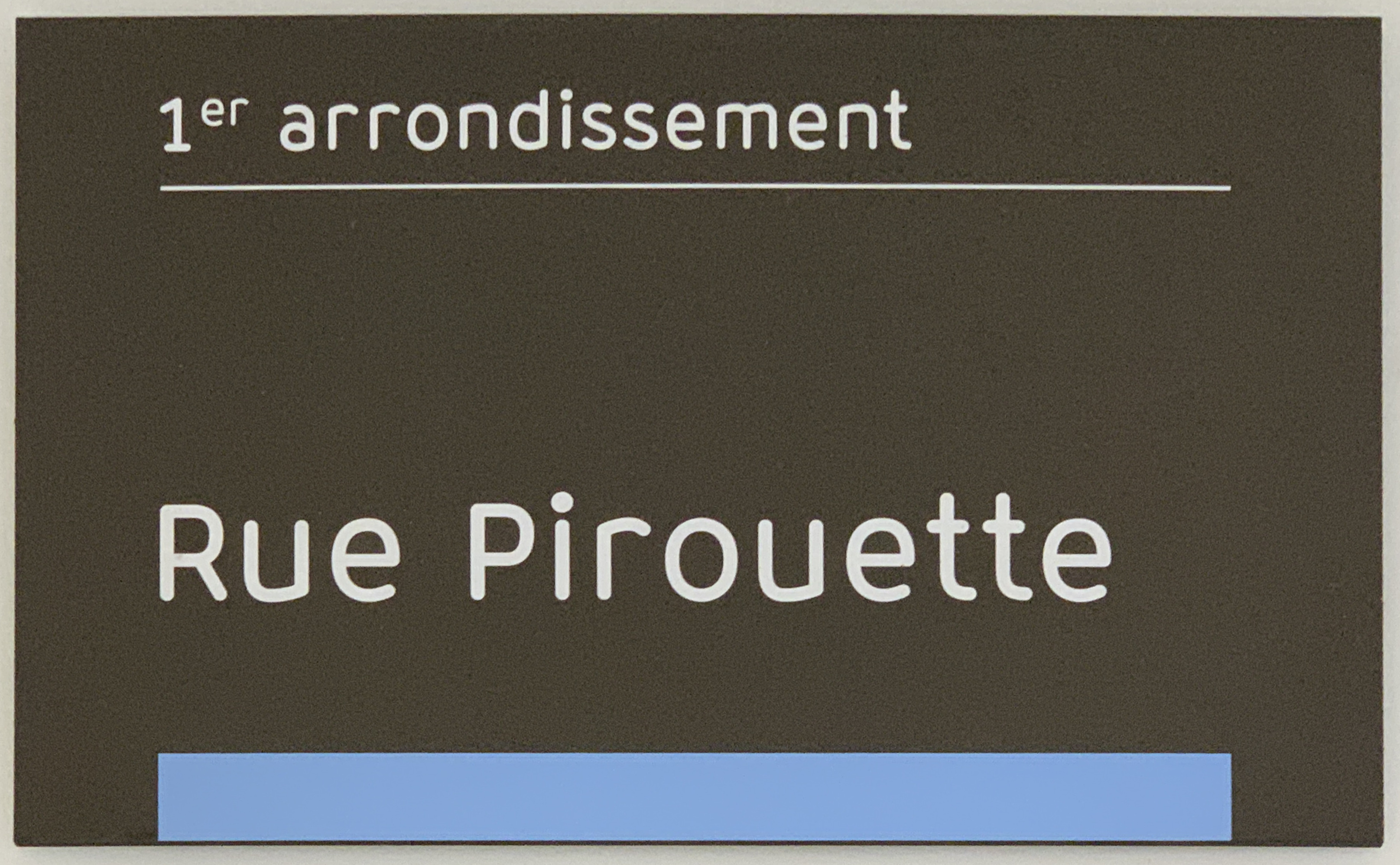
Plaque de la rue.

Son nom reprend celui de la rue Pirouette du Paris médiéval, qui formait alors l'une des limites du fief de Joigny. Celle-ci était proche du pilori des Halles, dont un dispositif tournant permettait de montrer le condamné des deux côtés du marché des Halles : le supplicié « faisait la pirouette ».

## Historique
Après la disparition de l'ancienne rue Pirouette, une nouvelle « rue Pirouette » est créée lors de l’aménagement du secteur Forum Central des Halles (Forum des Halles), la rue Pirouette a été dénommée par l’arrêté municipal du 18 décembre 1996. Elle relie le palier de la porte Lescot et le passage de la Réale.

## Pour approfondir

### Articlse connexes
- Liste des voies du 1er arrondissement de Paris